# مایکل شانی
مایکل شانی (انگلیسی: Michael Chaney) کارآفرین، بانکدار و مدیر ارشد اجرایی استرالیایی است، که در حال حاضر به‌عنوان رئیس هیئت مدیره بانک ملی استرالیا فعالیت می‌کند.